# Mitromorpha tagaroae
Mitromorpha tagaroae é uma espécie de gastrópode do gênero Mitromorpha, pertencente a família Mitromorphidae.